# Андреас Везалијус
Андреас Везалијус, Андрија Везал (Andreas van Wesel, Andreas Vesal, André Vesalio, Andre Vesale, енгл. Andreas Vesalius; Брисел, 31. децембар 1514 — Закинтос, Грчка, 15. октобар 1564) је био је фламански лекар и анатом, немачког порекла који се често наводи као реформатор и оснивач модерне људске анатомије. Он је аутор једне од најутицајнијих књига о анатомији људског тела објављеној под називом: Седам књига о саставу људског тела (лат. De humani corporis fabrica libri septem). Књигу је издао Јоханес Опоринус (Johannes Oporinus) у Базелу, 1543.

## Живот и каријера
Андреас Везалијус је рођен у Бриселу 31. децембра 1514. у богатој породици традиционално везаној за медицинску струку. Његов прадеда је био лекар Марије од Бургундије и професор на Универзитету у Левену. Његов деда по оцу, је такође био лекар Марије од Бургундије, и писац низа коментара Афоризми о Хипократу. Коначно и његов отац, такође Андреас, био је такође лекар и фармацеут код цара Карла V. Са оваквом породичном традицијом, било је сасвим природно да је и Везалијус постао један од најпознатијих лекара и анатома у Европи.
Вазелијусово не тако скромно порекло, омогућило му је да стекне добро образовање које је он започео у Paedagogium Castri , припремној школи за Универзитет у Лувену, а затим у Collegium Trilingue . Студирао је латински, грчки и хебрејски. Његово знање латинског је било толико добро да је захваљујући познавању овог језика у двадесет трећој години могао да студира анатомију у Италији. Везалијус је преводио и грчка традиционална дела Галена. У 1530. Везалијус је ступио је на Универзитета у Лувену, који је у то време био један од највећих универзитета у Европи, вероватно одмах после Париза и Болоње. Везалијус је паралелно студирао филозофију и филологију, али је све више показивао и интересовање за анатомију, и бавио се дисекцијама мишева, паса и мачака.
Везалијус се 1533 преселио у Париз где је започео студије медицине, како би наставио породичну традицију. бављења медицином. Наставници су му били били славни Јакобус Силвиус (Jacobus Sylvius) и (Guinterius Andernacus). Везалијусовим спсобностима су се дивили његови наставници, али пошто он није био задовољан наставом анатомије која се у овом периоду у Паризу спроводила на традиционалан начин читањем радова Галена уз јако мало практичног рада (дисекција). Везалијус је био далеко више склон директном проучавању људског тела и зато је користио је као и многи студенти, „Гробље невиних“ (Cimitero degli Innocenti) за набавку остатака лешева и проучавање костију. У том смислу он у свом делу (De Humani Corporis Fabrica), он говори о томе како се на овом гробљу могле наћи велике количине костију, које је он могао да препозна и везаних очију само помоћу додира, јер то искуство је било потребно ноћу на гробљу, за истинско учење овог дела медицине. И у овом периоду Вазелијус је показао своје добре вештине у дисекцијама.
У 1536 , након инвазије на Француску од стране Карла V , Вазелијус је морао да се врати у Лувен, где је наставио студије медицине и праксу из дисекције. У септембру 1537 отишао је у Базел, а убрзо потом се преселио у Падову. Дана 5. децембра 1537, после спроведене провере од стране професора, универзитет му је доделио титулу доктора медицине.
Од 1543. до 1559. Везалијус је живео у Бриселу, са својом породицом. Године 1559. преселио се у Шпанију, вероватно да би остао ближи Филипу II. Како су услови у Шпанији били неповољни Везалијус је 1564. одлучио да се пресели у Венецију (са могућношћу да поново преузме катедру за анатомију у Падови). Исте године креће на пут према Палестини и Јерусалиму. На повратку из Палестине оболео је од неке (највероватније заразне) болести и искрцао се у Закинтосу где је умро 1564.
Упорно се у литератури појављује легенда о трагичном путу ходочашћа Везалијус у Свету земљу у којој се наводи; „да је сецирао живог човека (кога је сматрао мртвим) и да је ту погрешку уочио тек када је видео да срце куца.“ Како би се окајо за своју погрешку Везалијус се одлучио на ходочашће у Јерусалим и на том путу умро. У Краљевском музеју у Шпанији откривен је седамдесетих година 20. века документ који побија ову легенду. У њему се наводи да је Везалијус, путовао под царском заштитом, и носио у Јерусалим царев поклон.

## Дело
Везалијус је у почетку као предавач анатомије у Падови, као и његови париски учитељи, био следбеник Галена, што се може види из његових првих дела; „Таблулае анатомикае“ из 1538. у којој је он представи јетру са пет режњева. Тек касније он сазнаје да је Гален у својим делима приказао анатомију мајмуна а не човека, и тако се као први од свих анатома у историји медицине ослободио дотадашњег догматизма и почео „истраживања грађе људског тела гледајући све својим очима“. Када је започео истраживања и писање свог главног дела Везалијус је подвргао ревизији целокупно дотадашње анатомско знање и написао ново дело инспирисано новим начином рада и искуством стеченим на људским лешевима, а имао је свега 26 година.
Овај пионирски корак који је учинио Везалијус, у доба када је требало прећи преко свих предрасуда, није био нимало лак, и имао је велики значај за развој анатомије у будућности. У томе и јесте његова велика заслуга за реформу анатомије и њен настанак као праве научне анатомије новог века.
Везалијус је самостално изучавао људско тело и тако је након неколико година проучио анатомију целокупног људског тела, и објавио је у делу „Седам књига о саставу људског тела“ (лат. De humani corporis fabrica libri septem) штампаном у Базелу 1543.
У Падови је за оно време Везалијус имао идеалне услове за писање књиге, довољан број лешева, одговарајуће радне просторије, добру плату, разумевање колега, близину квалитетних сликарских радионица и до данас још неутврђен број људи који је учествовао у изради илустрација будуће књиге.
Дело је било богато илустровано сликама које је, под његовом контролом, начинио већи број сликара, Тицијанове радионице међу којима се истицао Ђовани Стефано Калкар Оне су се заснивале на дисекцијама а не на уметничким представама, у дрворезу. Дрворези су потом изузетно вешто гравирани у Венецији. Затим су плоче слане преко Алпа у Базел где је познати штампар Јоанес Опоринус штампао по Везалијусовом упутству приручник анатомије.
Ако се слике из Везалијусове анатомије ставе једна уз другу њихове се позадине спајају у заједнички пејзаж Колиа Фуганеија крај Падове. Посебну лепоту имају два низа Везалијусових костура и низ ликова у којима су постепено одстрањени слојеви мишића. Везалијусово дело је истовремено атлас и уџбеник анатомије у коме се илустрације и текст успешно допуњују. У научном погледу ово дело је изузетан подухват у медицини иако не садржи велика спектакуларна открића. Још једна карактеристика илустрација у овом делу је била тенденција представљања целог тела, а не његових појединих делова.
Овим својим делом Везалијус је изазвао жестоке полемике, нападе и борбу мишљења присталица и противника Галена, а посебно нападе Бартоломеа Еустахија (који се касније ослобођен Галеновог догматизма придружио Везалијусу и постао најегзактнији истраживач) и његовог учитеља у Паризу Сивијуса. Из ове борбе Везалијус је ипак изашао као победник, а са њим и анатомија 16. века која у овом раздобљу захваљујући Везалијусу и његовим следбеницима бележи читав низ открића.
Неколико недеља након објављивања (лат. De humani corporis fabrica libri septem) изашао је из штампе код истог издавача латински извод тог дела (Епитоме), који је одмах преведен и на немачки језик.

## Научни и историјски утицај
Утицај Везалијусових плоча које представљају парцијалне секције људске фигуре у пејзажном окружењу очигледан је на анатомским плочама које је припремио барокни сликар Пјетро да Кортона (1596–1669), који је анатомске плоче с фигурама извео у драматичним позама, при чему је већина њих са архитектонским или пејзажним позадинама.
Током 20. века, амерички уметник Џејкоб Ловренс је креирао своју Везалијусову колекцију на основу анатомских цртежа Андреаса Везалијуса.
„De Fabrica је наишла на мешовити пријем када се први пут појавила; строги галенисти су изразили жаљење због напада на свог учитеља, док су други анатоми, посебно у Италији, похвалили тај рад као важан допринос - што је реакција која је ултиматно превладала”, закључује Катарина Парк у свом коментару из 1998. године.

## Данашњи поглед на значај Везалијусовог деле
У медицини

Везалију је са данашње тачке гледишта изазвао револуцију сецирањем људско а не животињског тела и открићем на основу тих секцирања да Галенови текстови уопште нису тачни. Тим је разбио бројне заблуде јер су...
...људи до тада били уверени да је оно што се налазило у тим древним књигама Галена и његових следбеника морало бити добро, јер је преживело зуб времена. Људи су мислили да што је књига старија, то је више истине садржавала, а самим тим и боља.
А ту истину Римљани никада нису утврдили сецирањем људског теле јер су закључке доносили само након рада на мајмунима и воловима. Везалиус је у том погледу направио побољшања другим начином гледања на човеково тело:
Од тог тренутка према свом телу човек се другојачије опходио, јер у то он само гледао органе, срце, плућа, бубреге, као места на којима можете доћи до појаве болести...док је Везалијус више пажње обраћао на крвне судове, живце, мишиће. То је за оно раздобље био потпуно другачији приступ. Крвни судови и нерви су за Везелијуса били такође од суштинске важности и битан део функционисања човековог тела, на које обично људи једноставно нису гледали, јер за њих без правилног и потпуног секцирања појединих делове људског теле било неизводљиво.
У уметности
Везалијус је испољио и значајан утицај и на данашњу уметност, јер је у својој књизи користио лепе дуборезе како би појаснио текст. Кошчати и мишићави мушкарци у позама сличним онима у класичној грчкој скулптури, поново су били откриће за уметнике тога времена. Те слике су имале изузетан утицај наредних неколико векова јер су коришћене у ликовним академијама, и појавиле се у бројним уметничким делима. Тако је визуелни језик Везалијусове анатомије постао широко распрострањен, не само у медицини већ и сликарству и вајарство и другим гранама уметности.